# Equator (유라이어 힙의 음반)
| 평가 점수                        | 평가 점수 |
| 출처                             | 점수      |
| -------------------------------- | --------- |
| AllMusic                         | [ 3 ]     |
| Collector's Guide to Heavy Metal | 6/10      |
| Kerrang!                         | [ 5 ]     |

《Equator》는 1985년에 발매된 영국의 록 밴드 유라이어 힙의 열여섯 번째 스튜디오 음반이다. 이 음반은 《Head First》 투어를 위해 밴드에 다시 합류한 베이시스트 트레버 볼더의 스튜디오 복귀를 기념했다. 이 밴드는 또한 컬럼비아 레코드의 자회사인 포트레이트 레코드라는 새로운 음반사를 가지고 있었다. 적도는 보컬리스트 피터 골비와 키보디스트 존 싱클레어가 참여한 마지막 유라이어 힙의 음반이기도 하다.
이 투어 프로그램은 2008년에 시작된 《Wake the Sleeper》 투어 전까지 유라이어 힙의 마지막 영국 공연이 될 것이다.

## 배경
유라이어 힙 카탈로그가 1990년대 초 캐슬 커뮤니케이션스에 의해 CD로 발행되었다가 1990년대 중후반 주요점에 의해 보너스 트랙과 함께 리마스터되었을 때, 《Equator》는 그 부재로 인해 눈에 띄었다. 이것은 소니/CBS가 권리를 위해 터무니없는 금액으로 간주되는 금액을 원했기 때문이다. 이 음반은 결국 1999년에 보너스 자료가 전혀 없는 CD를 발매했다. 리마스터가 2000년대 초 생츄어리 레코드에 의해 확장되어 재발행되었을 때, 《Equator》는 다시 한번 넘어가야 했다. 그러나 2010년 마침내 음반은 25주년에 맞춰 확장되고 리마스터된 형식으로 발매되었고, 마침내 생츄어리의 리마스터 시리즈는 종료되었다.
이후 유라이어 힙은 녹음실에서 오랫동안 휴식을 취했고, 다음 스튜디오 음반은 1989년까지 나오지 않았다.

## 곡 목록
모든 곡들은 믹 복스와 데이비드 바이런에 의해 작사/작곡하였다.
| #  | 제목              | 재생 시간 |
| -- | ----------------- | --------- |
| 1. | 〈Rockarama〉     | 4:20      |
| 2. | 〈Bad Blood〉     | 3:33      |
| 3. | 〈Lost One Love〉 | 4:40      |
| 4. | 〈Angel〉         | 4:47      |
| 5. | 〈Holding On〉    | 4:20      |

| #   | 제목                      | 재생 시간 |
| --- | ------------------------- | --------- |
| 6.  | 〈Party Time〉            | 4:20      |
| 7.  | 〈Poor Little Rich Girl〉 | 6:25      |
| 8.  | 〈Skools Burnin'〉        | 4:25      |
| 9.  | 〈Heartache City〉        | 4:59      |
| 10. | 〈Night of the Wolf〉     | 4:31      |